# Кеплер Оррі
Kepler Orrery — це серія анімаційних фільмів, створених Даніелем Фабрікі та Ітаном Крузом, які демонструють екзопланети та зірки, відкриті за допомогою космічного телескопа Kepler. В анімації представлені 1815 екзопланет та 726 планетних систем.
Розміри орбіт планет повинні відповідати один одному, включаючи орбіти планет у локальній сонячній системі до Урана. Сучасні методи виявлення екзопланет з большою ймовірністю дозволяють виявити планети на більш тісних орбітах навколо своїх зірок. Розміри планет у правильному відносному масштабі, але не в абсолютному. Кольори планет позначають їхні приблизні температури. Всі планетні системи, які були показані в анімаціях, містять більше одного об'єкта, що транзитує, і останню версію створив аспірант з астрономії Ітан Круз. У відеоописі Круз зазначив, що розміри орбіт відповідають масштабу, але розміри планет ні. Всі орбіти синхронізовані таким чином, що за законом Кеплера транзит планети спостерігається кожного разу, коли вона перетинає лінію від'ємного кута 0 градусів (положення 3 години на годиннику).

## історія
Оррері був створений Фабрікі, який тоді був постдокторантом Каліфорнійського університету в Санта-Крузі, переважно через нещасне випадком. Коли він розробив візуалізацію шестипланетної системи Kepler-11 для своєї роботи на домашньому комп'ютері в 2011 році, його дітей знайшли граючими з програмою. Фабрікі розширив програму, додавши до неї ще 170 планетних систем, відомих на той час, використав музику Римського-Корсакова «Політ джмеля», щоб відобразити планетарне рухання, і назвав свою роботу «Кеплер Орерері» на честь механічної моделі Сонячної системи (оррері), побудованої в 1700-х роках. 